# Кастильоне-Фаллетто
Кастильо́не-Фалле́тто (итал. Castiglione Falletto, пьем. Castion Falèt) — коммуна в Италии, располагается в регионе Пьемонт, в провинции Кунео.
Население составляет 668 человек (2008 г.), плотность населения составляет 167 чел./км². Занимает площадь 4 км². Почтовый индекс — 12060. Телефонный код — 0173.
Покровителем коммуны почитается святая Анна, празднование 26 июля.

## Демография
Динамика населения:

## Администрация коммуны
- Официальный сайт: http://www.comune.castiglionefalletto.cn.it/ Архивная копия от 12 апреля 2010 на Wayback Machine